# Stenowithius buettneri
Stenowithius buettneri es una especie de arácnido del orden Pseudoscorpionida de la familia Withiidae.

## Distribución geográfica
Se encuentra en Malaui y Togo.